# Dmytro Zaderecki
Dmytro Wadymowycz Zaderecki, ukr. Дмитро Вадимович Задерецький (ur. 3 sierpnia 1994 w Czernihowie) – ukraiński piłkarz, grający na pozycji obrońcy lub pomocnika.

## Kariera piłkarska

### Kariera klubowa
Wychowanek klubów Desna Czernihów i UFK Charków, barwy których bronił w juniorskich mistrzostwach Ukrainy (DJuFL). Potem grał w juniorskich drużynie amatorskiej ŁKT Sławutycz i juniorskiej drużynie Wołyń Łuck. Karierę piłkarską rozpoczął 14 lipca 2013 w składzie Wołyni Łuck w meczu przeciwko Dynamo Kijów. 27 sierpnia 2015 został wypożyczony do Desny Czernihów. Latem 2017 opuścił łucki klub.